# Гальве
Гальве (лит. Galvė) — озеро на юго-востоке Литвы. Площадь озера составляет 3,6 км², длина — 3,2 км, максимальная ширина — 1,75 км, площадь водосбора — 74 км². Наибольшие глубины расположены на востоке озера, средняя глубина — 13,6 метров.
В дореволюционных текстах на русском языке озеро именовалось Трокским, реже Бражола. В польском языке по традиции преобладает название «Троцкое озеро» (Jezioro Trockie). В ЭСБЕ отмечается, что «озеро это весьма обильно особым родом рыбы, известной под местным названием — трокской селявы».
На южном побережье расположен Тракайский замок — самый большой из сохранившихся в Литве средневековых замков, благодаря чему воды озера рассекают лодки с туристами. На другом берегу — памятник неоклассицизма: усадьба Тышкевичей Ужутракис. Всего на озере 21 остров.